# الشباب في العراق
الشباب في العراق هم الأفراد الذين تتراوح أعمارهم بين 15-24 سنة. ويمثل الشباب 19.6٪ من سكان العراق البالغ عددهم 32 مليون نسمة. متوسط العمر هو 21 عاما. ولا يزال عدد السكان في ارتفاع، حيث حدثت هجرة جماعية تعرف باسم الشتات العراقي (
).
وقد عانى الشباب من السكان من سوء الصحة ومن آثار سوء التغذية والفقر. 
ومن الصعب على الشباب في العراق تأمين فرص عمل. وتبلغ نسبة بطالة الشباب 70.6٪.
الحد الأدنى للسن الذي يمكن اعتباره شخصا بالغا بعد ارتكاب جريمة ما هو سبعة أعوام.